# Sebnice
Sebnice (na českém území Vilémovský potok, německy Sebnitz resp. Wölmsdorfer Bach) je levý přítok Lachsbachu protékající Českem a Saskem. Celková délka toku činí 30,8 km. Pramení na východním svahu Plešného ve Šluknovské pahorkatině v nadmořské výšce 535 m. Náleží k povodí Labe a úmoří Severního moře.

## Průběh toku

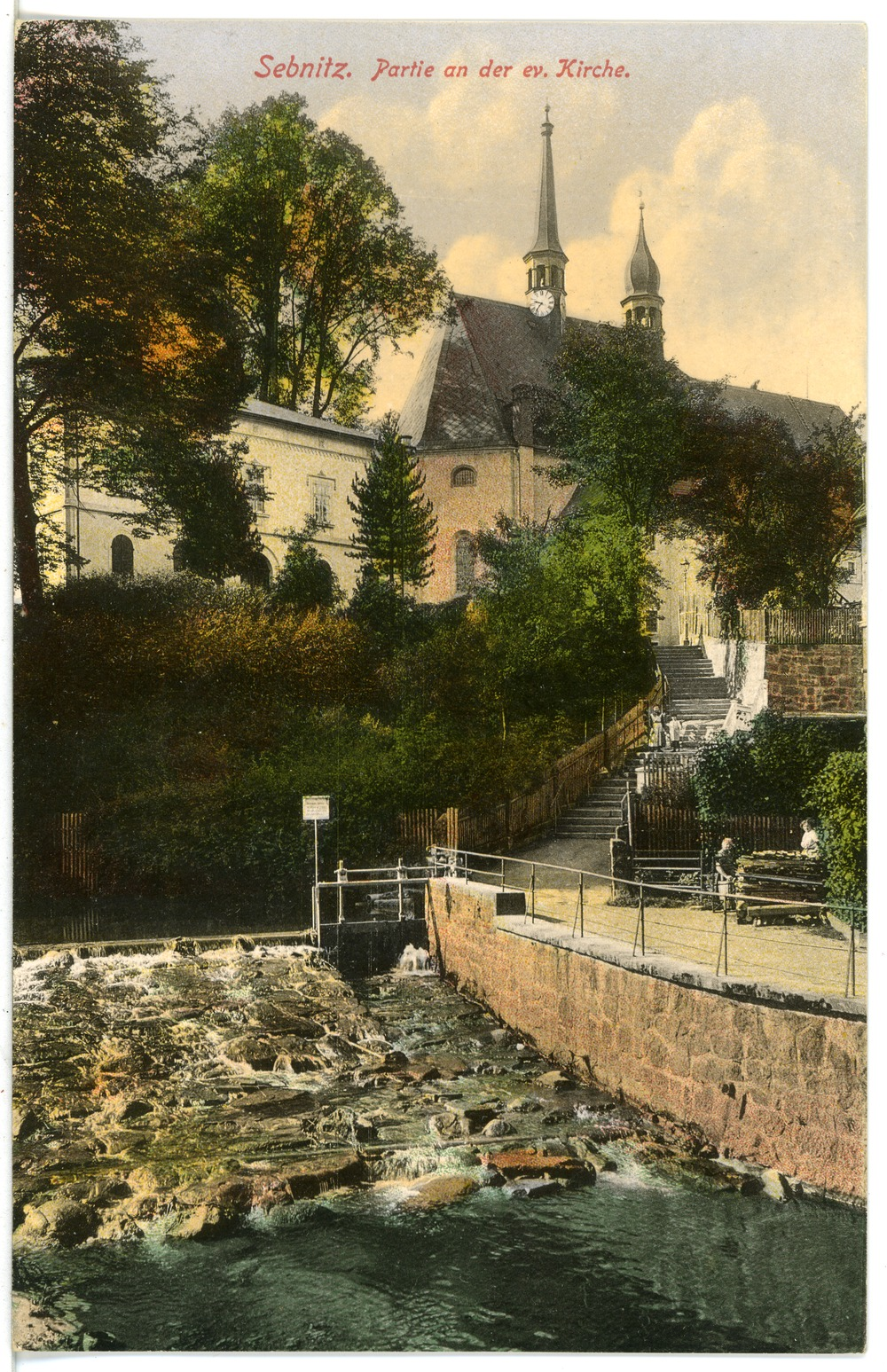
Jez pod evangelickým kostelem v Sebnitzi na historické pohlednici

V předválečném pojetí byly Luční a Vilémovský potok považovány za zdrojnice Sebnice. Podle současného pojetí pramení Sebnice jako Vilémovský potok (Wölmsdorfer Bach) na východním svahu vrchu Plešný (593 m) ve Šluknovské pahorkatině v nadmořské výšce 535 m, asi 1,5 km severozápadně od středu Brtníků. Protéká zalesněným údolím mezi Plešným a Hrazeným (608 m) a přes Staré Hraběcí a Leopoldku pokračuje severozápadním směrem do Velkého Šenova, kde zprava přibírá Velkošenovský potok. Až k Černému rybníku v Leopoldce je koryto potoka málo dotčené zásahy člověka, od Leopoldky dále je regulované. Od ústí Velkošenovského potoka pokračuje Vilémovský potok západním směrem plochým úvalovitým údolím. V prostoru mezi dolním Šenovem a Vilémovem vytváří spolu s Liščím potokem rozsáhlý luh bez meandrování. Jihozápadním směrem protíná Vilémov, od kterého dále protéká zahloubeným údolím s nejprve širokou nivou, která se však postupně zužuje a svahy údolí se stávají prudčími. Jižně od vilémovské části Dolina se potok stáčí do Karolinina údolí, kde se stává hraničním tokem. V tomto hraničním úseku je na českých mapách označován jako Vilémovský potok, na německých pak jako Wölmsdorfer Bach, Sebnitzbach či Sebnitz. Údolím mezi Spáleným vrchem (443 m) a Wolfsteinem (393 m) pokračuje po státní hranici až k soutoku s Lučním potokem vedle hraničního přechodu Dolní Poustevna-Sebnitz.
Říční síť je na českém území vějířovitá. Až po státní hranici dosahuje Vilémovský potok délky 12,4 km a jeho povodí zaujímá plochu 96,98 km². Průměrný průtok po soutoku s Lučním potokem dosahuje hodnoty 1,3 m³/s a specifický odtok 13,4 l/s/km². Od soutoku se říčka nazývá nejčastěji Sebnice (Sebnitz), řídce Sebnitzbach. Po několika metrech od soutoku překračuje v nadmořské výšce 296 m státní hranici a pokračuje jihozápadním směrem do města Sebnitz, které je podle toku pojmenováno. Za městem protéká silně meandrující tok Sebnickým údolím (Sebnitztal) a krajinou Saského Švýcarska. Koryto řeky je v tomto úseku velmi málo dotčené zásahy člověka a v různě široké nivě vytváří četné meandry. U Porschdorfu se stéká s Polenzí a společný tok nadále nese jméno Lachsbach.

## Přítoky
Uvedeny jsou pojmenované přítoky s označením ústí do Sebnice.
- Salmovský potok – levý, severovýchodně od Salmova
- Velkošenovský potok – pravý, jižně od kostela ve Velkém Šenově
- Liščí potok – pravý, západně od Velkého Šenova
- Mikulášovický potok – levý, severně od podniku Stap ve Vilémově
- Wolfsbach – levý, východně od Dolní Poustevny
- Mannsgraben – levý, státní hranice v Sebnitzi
- Luční potok – pravý, státní hranice v Dolní Poustevně
- Hertigswaldský potok – levý, u autobusového nádraží v Sebnitzi
- Finkenbach – pravý, u kruhového objezdu v Hainersdorfu
- Schönbach – pravý, u mateřské školy v Amtshainersdorfu
- Fischbach – levý, jižně od Ulbersdorfu
- Schwarzbach – pravý, jižně od zříceniny hradu Schwarzberg
- Kohlichtgraben – pravý, na západě Goßdorfu
- Diebsbach – levý, západně od Goßdorfu

## Přírodní poměry
Horní tok řeky protéká geomorfologickým celkem Šluknovská pahorkatina (německy Lausitzer Bergland) na české i německé straně a dále pokračuje přes Západolužickou pahorkatinu a vrchovinu (Westlausitzer Hübel- und Bergland) do Děčínské vrchoviny (Elbsandsteingebirge). Část toku od města Sebnitz po ústí je řazena k oblasti Saského Švýcarska. Podloží tvoří nejprve lužický a dvojslídý granodiorit a po překonání lužického zlomu pískovec. V korytu řeky se nachází valouny zlata, hojně zirkon a spinel, méně hojně epidot, olivín a také rubín. Podle soustavy Natura 2000 patří vodní tok ke stanovišti nížinné až horské vodní toky s vegetací svazů Ranunculion fluitantis a Callitricho-Batrachion a okolní porosty především ke stanovištím acidofilní bučiny, údolní jasanovo-olšové luhy či suťové lesy. Převládajícími dřevinami v porostech kolem toku jsou buk lesní (Fagus sylvatica), javor mléč (Acer platanoides) i klen (Acer pseudoplatanus), lípa malolistá (Tilia cordata) i velkolistá (Tilia platyphyllos) či habr obecný (Carpinus betulus). V řece a jejím okolí se vyskytuje řada chráněných živočichů. Ze zástupců ryb jsou to vranka obecná (Cottus gobio) či losos obecný (Salmo salar), z kruhoústých mihule potoční (Lampetra planeri), ze savců bobr evropský (Castor fiber), vydra říční (Lutra lutra), rys ostrovid (Lynx lynx) a netopýr velký (Myotis myotis). Losos byl do Sebnice úspěšně opětovně vysazen v rámci projektu Elbe-Lachs vyhlášeném v roce 1995. Od státní hranice jižně od Doliny až po Lachsbach se rozkládá evropsky významná lokalita Lachsbach- und Sebnitztal vyhlášená roku 2002 na ploše 628 ha. Řeka dále protéká Chráněnou krajinnou oblastí Saské Švýcarsko a teče také na hranici Národního parku Saské Švýcarsko. Lachsbach i Sebnice jsou považovány za vodní tok 1. řádu.

## Název
Při vyměřování hranic v letech 1223 a 1241 pro účely Hornolužické hraniční listiny je říčka označována jako Sebniza a Sabniza. Název je odvozen ze slovanského základu zyba a znamenal tak v němčině Finkenwaldbach, česky Potok v pěnkavčím lese.

## Doprava
V úseku mezi městem Sebnitz a vsí Porschdorf prochází Sebnickým údolím část železniční trati Budyšín – Bad Schandau nazývaná Sebnitztalbahn (Dráha Sebnického údolí). Železnice zde překonává údolí meandrujícího toku po 27 mostech.

## Galerie

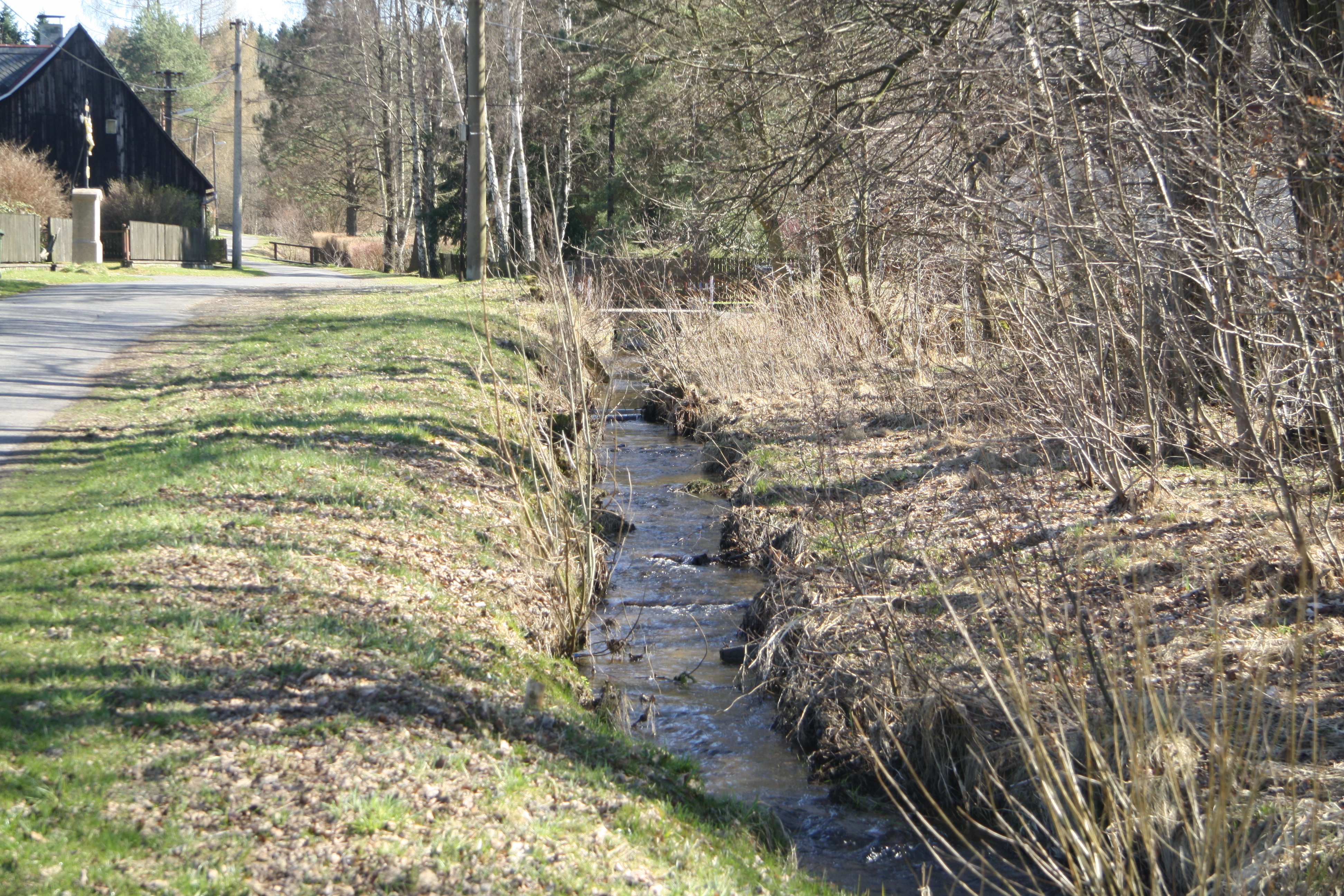
Vilémovský potok v Leopoldce
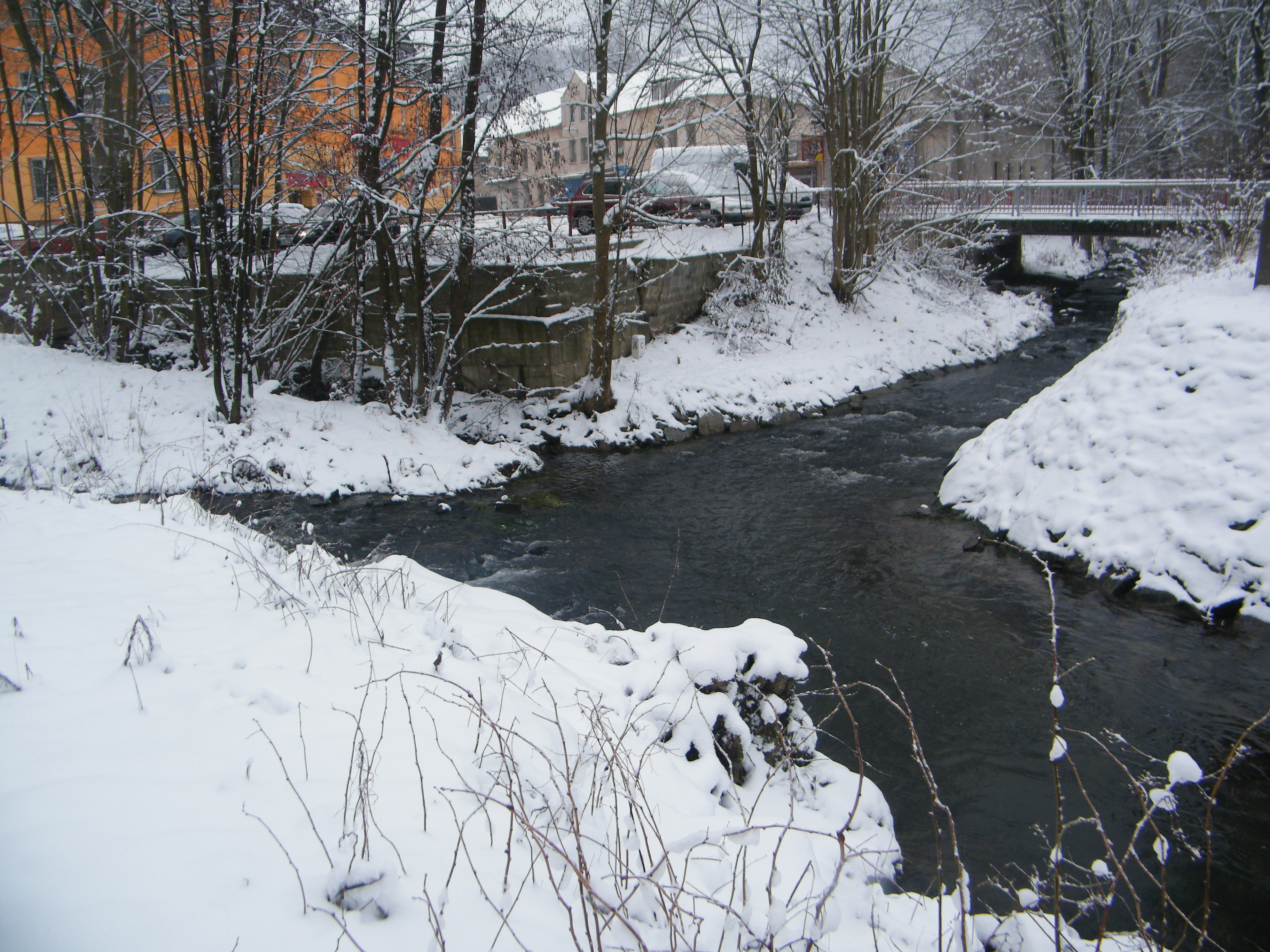
Soutok Lučního (vlevo) a Vilémovského potoka
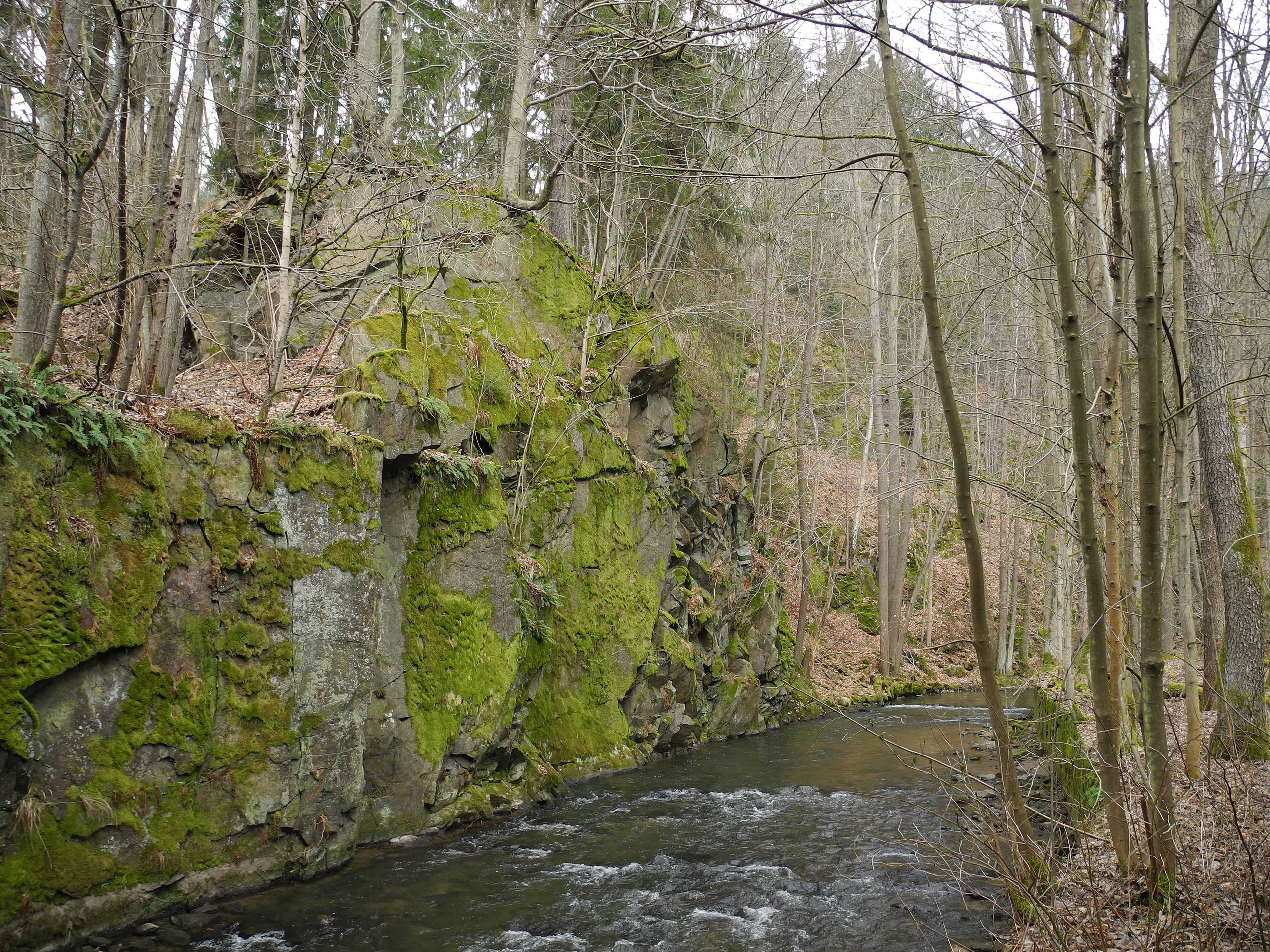
Sebnice v Sebnickém údolí